# Teléfono
Teléfono (reso graficamente TELÉFONO) è un singolo della cantautrice spagnola Aitana, primo estratto dall'EP di debutto Tráiler e pubblicato il 27 luglio 2018 dalla Universal Music Spain.
Nel mese di aprile 2018 Aitana si è recata a Los Angeles per iniziare a registrare il suo primo album in studio. Durante il suo soggiorno ha composto e registrato la canzone, insieme a Andrés Torres e Mauricio Rengifo, che l'hanno prodotta.
Il singolo tratta della fine di una relazione sentimentale.

## Video musicale
Il video musicale per la canzone è stato girato a Madrid, ed è stato diretto da Mauri D. Galiano. È stato rilasciato il 27 luglio 2018, insieme al singolo. Nelle prime 24 ore dalla sua pubblicazione, il video è diventato il visto nella storia della Spagna sul canale Vevo su YouTube.

## Successo commerciale
La canzone debuttò al primo posto della lista di vendite spagnola, una posizione in cui è rimasta per sei settimane consecutive, diventando il secondo numero uno raggiunto da Aitana dopo il successo di "Lo malo". Solo una settimana dopo la sua entrata nella lista, è stato certificata disco d'oro, mentre due settimane dopo, come disco di platino. Il 2 ottobre ha ottenuto il doppio disco di platino dopo aver venduto più di 80 000 copie.
Il 30 ottobre, Universal Music Group ha assegnato ad Aitana un disco d'oro per le vendite congiunte in Ecuador di "Lo malo" e "Teléfono".

## Tracce
1. Teléfono – 2:43 (testo: Aitana, Andrés Torres e Mauricio Rengifo)

## Classifiche
| Classifica (2018) | Posizione massima |
| ----------------- | ----------------- |
| Spagna            | 1                 |

## Versione remix
Il 21 novembre 2018 è uscito il remix della canzone, che ha visto la partecipazione della youtuber, attrice e cantante venezuelana Lele Pons.
Questa nuova versione incluse nuovi versi interpretati da Lele che sostituiscono gli altri cantati nell'originale da Aitana.

### Video musicale
Il videoclip della canzone, diretto dallo youtuber Anwar Jibawi, è stato pubblicato sul canale YouTube di Lele Pons lo stesso giorno dell'uscita del singolo, ed è stato girato a Los Angeles.

## Date di pubblicazione
| Regione | Data             | Formati           | Etichetta             |
| ------- | ---------------- | ----------------- | --------------------- |
| Varie   | 27 luglio 2018   | Download digitale | Universal Music Spain |
| Varie   | 21 novembre 2018 | Remix             | Universal Music Spain |